# Nebelhorn Trophy
Nebelhorn Trophy é uma competição internacional e anual de patinação artística disputado desde 1969 e sempre em Oberstdorf, Alemanha, e organizado pela Deutsche Eislauf-Union. A competição tem quatro eventos: individual masculino, individual feminino, duplas e dança no gelo, e faz parte do calendário do Challenger Series desde a temporada 2014–15.

## Edições
| Ano  | Edição | Cidade sede | Sênior | Sênior | Sênior | Sênior | Ref    |
| Ano  | Edição | Cidade sede | M      | F      | P      | D      | Ref    |
| ---- | ------ | ----------- | ------ | ------ | ------ | ------ | ------ |
| 1969 | 1.ª    | Oberstdorf  | •      | •      | •      | –      | [ 1 ]  |
| 1970 | 2.ª    | Oberstdorf  | •      | •      | •      | •      | [ 1 ]  |
| 1971 | 3.ª    | Oberstdorf  | •      | •      | –      | •      | [ 1 ]  |
| 1972 | 4.ª    | Oberstdorf  | •      | •      | •      | •      | [ 1 ]  |
| 1973 | 5.ª    | Oberstdorf  | •      | •      | •      | •      | [ 2 ]  |
| 1974 | 6.ª    | Oberstdorf  | •      | •      | •      | •      | [ 3 ]  |
| 1975 | 7.ª    | Oberstdorf  | •      | •      | •      | •      | [ 3 ]  |
| 1976 | 8.ª    | Oberstdorf  | •      | •      | •      | •      | [ 3 ]  |
| 1977 | 9.ª    | Oberstdorf  | •      | •      | •      | •      | [ 3 ]  |
| 1978 | 10.ª   | Oberstdorf  | •      | •      | •      | •      | [ 3 ]  |
| 1979 | 11.ª   | Oberstdorf  | •      | •      | •      | •      | [ 3 ]  |
| 1980 | 12.ª   | Oberstdorf  | •      | •      | •      | •      | [ 3 ]  |
| 1981 | 13.ª   | Oberstdorf  | •      | •      | •      | •      | [ 3 ]  |
| 1982 | 14.ª   | Oberstdorf  | •      | •      | •      | •      | [ 3 ]  |
| 1983 | 15.ª   | Oberstdorf  | •      | •      | •      | •      | [ 3 ]  |
| 1984 | 16.ª   | Oberstdorf  | •      | •      | •      | •      | [ 3 ]  |
| 1985 | 17.ª   | Oberstdorf  | •      | •      | •      | •      | [ 3 ]  |
| 1986 | 18.ª   | Oberstdorf  | •      | •      | •      | •      | [ 3 ]  |
| 1987 | 19.ª   | Oberstdorf  | •      | •      | •      | •      | [ 3 ]  |
| 1988 | 20.ª   | Oberstdorf  | •      | •      | •      | •      | [ 3 ]  |
| 1989 | 21.ª   | Oberstdorf  | •      | •      | •      | •      | [ 3 ]  |
| 1990 | 22.ª   | Oberstdorf  | •      | •      | •      | •      | [ 3 ]  |
| 1991 | 23.ª   | Oberstdorf  | •      | •      | •      | •      | [ 3 ]  |
| 1992 | 24.ª   | Oberstdorf  | •      | •      | •      | •      | [ 3 ]  |
| 1993 | 25.ª   | Oberstdorf  | •      | •      | •      | •      | [ 3 ]  |
| 1994 | 26.ª   | Oberstdorf  | •      | •      | •      | •      | [ 3 ]  |
| 1995 | 27.ª   | Oberstdorf  | •      | •      | •      | •      | [ 3 ]  |
| 1996 | 28.ª   | Oberstdorf  | •      | •      | •      | •      | [ 3 ]  |
| 1997 | 29.ª   | Oberstdorf  | •      | •      | •      | •      | [ 3 ]  |
| 1998 | 30.ª   | Oberstdorf  | •      | •      | •      | •      | [ 4 ]  |
| 1999 | 31.ª   | Oberstdorf  | •      | •      | •      | •      | [ 5 ]  |
| 2000 | 32.ª   | Oberstdorf  | •      | •      | •      | •      | [ 6 ]  |
| 2001 | 33.ª   | Oberstdorf  | •      | •      | •      | •      | [ 7 ]  |
| 2002 | 34.ª   | Oberstdorf  | •      | •      | •      | •      | [ 8 ]  |
| 2003 | 35.ª   | Oberstdorf  | •      | •      | •      | •      | [ 9 ]  |
| 2004 | 36.ª   | Oberstdorf  | •      | •      | •      | •      | [ 10 ] |
| 2005 | 37.ª   | Oberstdorf  | •      | •      | •      | •      | [ 11 ] |
| 2006 | 38.ª   | Oberstdorf  | •      | •      | •      | •      | [ 12 ] |
| 2007 | 39.ª   | Oberstdorf  | •      | •      | •      | •      | [ 13 ] |
| 2008 | 40.ª   | Oberstdorf  | •      | •      | •      | •      | [ 14 ] |
| 2009 | 41.ª   | Oberstdorf  | •      | •      | •      | •      | [ 15 ] |
| 2010 | 42.ª   | Oberstdorf  | •      | •      | •      | •      | [ 16 ] |
| 2011 | 43.ª   | Oberstdorf  | •      | •      | •      | •      | [ 17 ] |
| 2012 | 44.ª   | Oberstdorf  | •      | •      | •      | •      | [ 18 ] |
| 2013 | 45.ª   | Oberstdorf  | •      | •      | •      | •      | [ 19 ] |
| 2014 | 46.ª   | Oberstdorf  | •      | •      | •      | •      | [ 20 ] |
| 2015 | 47.ª   | Oberstdorf  | •      | •      | •      | •      | [ 21 ] |
| 2016 | 48.ª   | Oberstdorf  | •      | •      | •      | •      | [ 22 ] |
| 2017 | 49.ª   | Oberstdorf  | •      | •      | •      | •      | [ 23 ] |
| 2018 | 50.ª   | Oberstdorf  | •      | •      | •      | •      | [ 24 ] |

Legenda
- Parte do Challenger Series ISU
- –  Evento não disputado neste ano

## Lista de medalhistas

### Individual masculino
| Evento                     | Ouro                                     | Prata                                  | Bronze                                   |
| Oberstdorf 1969 (detalhes) | Günter Anderl · Áustria                  |                                        |                                          |
| Oberstdorf 1970 (detalhes) | Klaus Grimmelt · Alemanha Ocidental      |                                        |                                          |
| Oberstdorf 1971 (detalhes) | Erich Reifschneider · Alemanha Ocidental |                                        |                                          |
| Oberstdorf 1972 (detalhes) | Robert Bradshaw · Estados Unidos         |                                        |                                          |
| Oberstdorf 1973 (detalhes) | John Carlow · Estados Unidos             | Charles Tickner · Estados Unidos       | Paul Cechmanek · Luxemburgo              |
| Oberstdorf 1974 (detalhes) | David Santee · Estados Unidos            | Kevin Robertson · Canadá               | Paul Cechmanek · Luxemburgo              |
| Oberstdorf 1975 (detalhes) | Ted Barton · Canadá                      | Ken Newfield · Estados Unidos          | Harald Kuhn · Alemanha Ocidental         |
| Oberstdorf 1976 (detalhes) | Fumio Igarashi · Japão                   | Scott Hamilton · Estados Unidos        | Rudi Cerne · Alemanha Ocidental          |
| Oberstdorf 1977 (detalhes) | Robert Wagenhoffer · Estados Unidos      | Kurt Kurzinger · Alemanha Ocidental    | Gerd-Walter Gräbner · Alemanha Ocidental |
| Oberstdorf 1978 (detalhes) | Alan Schramm · Estados Unidos            | Mark Cockerell · Estados Unidos        | Gary Beacom · Canadá                     |
| Oberstdorf 1979 (detalhes) | Gordon Forbes · Canadá                   | Vladimir Rashchetnov · União Soviética | Brian Boitano · Estados Unidos           |
| Oberstdorf 1980 (detalhes) | Tom Dickson · Estados Unidos             | Brian Orser · Canadá                   | Rudi Cerne · Alemanha Ocidental          |
| Oberstdorf 1981 (detalhes) | Heiko Fischer · Alemanha Ocidental       | John Filbig · Estados Unidos           | Kevin Hicks · Canadá                     |
| Oberstdorf 1982 (detalhes) | Leonardo Azzola · Alemanha Ocidental     | Bruno Del Maestro · Itália             | James Cygan · Estados Unidos             |
| Oberstdorf 1983 (detalhes) | Heiko Fischer · Alemanha Ocidental       | Richard Zander · Alemanha Ocidental    | André Bourgeois · Canadá                 |
| Oberstdorf 1984 (detalhes) | Richard Zander · Alemanha Ocidental      | Craig Henderson · Estados Unidos       | Leonid Kaznakov · União Soviética        |
| Oberstdorf 1985 (detalhes) | Richard Zander · Alemanha Ocidental      | Douglas Mattis · Estados Unidos        | Laurent Depouilly · França               |
| Oberstdorf 1986 (detalhes) | Vitali Egorov · União Soviética          | Erik Larson · Estados Unidos           | Kurt Browning · Canadá                   |
| Oberstdorf 1987 (detalhes) | Todd Eldredge · Estados Unidos           | Patrick Brault · Estados Unidos        | Lars Dresler · Dinamarca                 |
| Oberstdorf 1988 (detalhes) | Aren Nielsen · Estados Unidos            | Marcus Christensen · Canadá            | Christopher Mitchell · Estados Unidos    |
| Oberstdorf 1989 (detalhes) | Shepherd Clark · Estados Unidos          | Richard Zander · Alemanha Ocidental    | Gleb Bokii · União Soviética             |
| Oberstdorf 1990 (detalhes) | Michael Chack · Estados Unidos           | Nicolas Pétorin · França               | Vladimir Petrenko · União Soviética      |
| Oberstdorf 1991 (detalhes) | Ryan Hunka · Estados Unidos              | Nicolas Pétorin · França               | Vladimir Petrenko · União Soviética      |
| Oberstdorf 1992 (detalhes) | David Liu · Taipei Chinês                | Igor Pashkevich · Rússia               | Axel Médéric · França                    |
| Oberstdorf 1993 (detalhes) | Jeffrey Langdon · Canadá                 | Michael Weiss · Estados Unidos         | Jean-François Hébert · Canadá            |
| Oberstdorf 1994 (detalhes) | Ilia Kulik · Rússia                      | Shepherd Clark · Estados Unidos        | Alexander Abt · Rússia                   |
| Oberstdorf 1995 (detalhes) | Takeshi Honda · Japão                    | Evgeni Pliuta · Ucrânia                | Yosuke Takeuchi · Japão                  |
| Oberstdorf 1996 (detalhes) | Michael Weiss · Estados Unidos           | Yamato Tamura · Japão                  | Igor Siniutin · Rússia                   |
| Oberstdorf 1997 (detalhes) | Timothy Goebel · Estados Unidos          | Evgeni Pliuta · Ucrânia                | Alexander Abt · Rússia                   |
| Oberstdorf 1998 (detalhes) | Trifun Zivanovic · Estados Unidos        | Evgeni Martynov · Ucrânia              | Vitali Danilchenko · Ucrânia             |
| Oberstdorf 1999 (detalhes) | Ilia Klimkin · Rússia                    | Vitali Danilchenko · Ucrânia           | Jayson Dénommée · Canadá                 |
| Oberstdorf 2000 (detalhes) | Anton Klykov · Rússia                    | Derrick Delmore · Estados Unidos       | Dmitri Dmitrenko · Ucrânia               |
| Oberstdorf 2001 (detalhes) | Sergei Davydov · Bielorrússia            | Jeffrey Buttle · Canadá                | Margus Hernits · Estônia                 |
| Oberstdorf 2002 (detalhes) | Sergei Davydov · Bielorrússia            | Benjamin Miller · Estados Unidos       | Fedor Andreev · Canadá                   |
| Oberstdorf 2003 (detalhes) | Nicholas Young · Canadá                  | Scott Smith · Estados Unidos           | Nicholas LaRoche · Estados Unidos        |
| Oberstdorf 2004 (detalhes) | Marc-André Craig · Canadá                | Alexander Kondakov · Rússia            | Christopher Toland · Estados Unidos      |
| Oberstdorf 2005 (detalhes) | Stefan Lindemann · Alemanha              | Noriyuki Kanzaki · Japão               | Tomáš Verner · República Tcheca          |
| Oberstdorf 2006 (detalhes) | Tomáš Verner · República Tcheca          | Parker Pennington · Estados Unidos     | Vaughn Chipeur · Canadá                  |
| Oberstdorf 2007 (detalhes) | Michal Březina · República Tcheca        | Shaun Rogers · Estados Unidos          | Tomáš Verner · República Tcheca          |
| Oberstdorf 2008 (detalhes) | Nobunari Oda · Japão                     | Michal Březina · República Tcheca      | Yannick Ponsero · França                 |
| Oberstdorf 2009 (detalhes) | Stéphane Lambiel · Suíça                 | Ivan Tretiakov · Rússia                | Michal Březina · República Tcheca        |
| Oberstdorf 2010 (detalhes) | Tatsuki Machida · Japão                  | Konstantin Menshov · Rússia            | Peter Liebers · Alemanha                 |
| Oberstdorf 2011 (detalhes) | Yuzuru Hanyu · Japão                     | Michal Březina · República Tcheca      | Stephen Carriere · Estados Unidos        |
| Oberstdorf 2012 (detalhes) | Nobunari Oda · Japão                     | Konstantin Menshov · Rússia            | Keegan Messing · Estados Unidos          |
| Oberstdorf 2013 (detalhes) | Nobunari Oda · Japão                     | Jason Brown · Estados Unidos           | Jeremy Ten · Canadá                      |
| Oberstdorf 2014 (detalhes) | Jason Brown · Estados Unidos             | Michal Březina · República Tcheca      | Konstantin Menshov · Rússia              |
| Oberstdorf 2015 (detalhes) | Elladj Baldé · Canadá                    | Max Aaron · Estados Unidos             | Konstantin Menshov · Rússia              |
| Oberstdorf 2016 (detalhes) | Alexander Petrov · Rússia                | Jorik Hendrickx · Bélgica              | Grant Hochstein · Estados Unidos         |
| Oberstdorf 2017 (detalhes) | Jorik Hendrickx · Bélgica                | Alexander Johnson · Estados Unidos     | Alexander Majorov · Suécia               |
| Oberstdorf 2018 (detalhes) | Keegan Messing · Canadá                  | Alexander Majorov · Suécia             | Artur Dmitriev · Rússia                  |

### Individual feminino
| Evento                     | Ouro                                   | Prata                                   | Bronze                                 |
| Oberstdorf 1969 (detalhes) | Ludmila Bezáková · República Tcheca    |                                         |                                        |
| Oberstdorf 1970 (detalhes) | Rita Pokorski · Reino Unido            |                                         |                                        |
| Oberstdorf 1971 (detalhes) | Dorothy Hamill · Estados Unidos        |                                         |                                        |
| Oberstdorf 1972 (detalhes) | Wendy Burge · Estados Unidos           |                                         |                                        |
| Oberstdorf 1973 (detalhes) | Kath Malmberg · Estados Unidos         | Linda Fratianne · Estados Unidos        | Gerti Schanderl · Alemanha Ocidental   |
| Oberstdorf 1974 (detalhes) | Priscilla Hill · Estados Unidos        | Barbara Smith · Estados Unidos          | Petra Wagner · Alemanha Ocidental      |
| Oberstdorf 1975 (detalhes) | Lisa-Marie Allen · Estados Unidos      | Petra Wagner · Alemanha Ocidental       | Dagmar Lurz · Alemanha Ocidental       |
| Oberstdorf 1976 (detalhes) | Garnet Ostermeier · Alemanha Ocidental | Carrie Rugh · Estados Unidos            | Deborah Albright · Canadá              |
| Oberstdorf 1977 (detalhes) | Reiko Kobayashi · Japão                | Sandy Lenz · Estados Unidos             | Karin Riediger · Alemanha Ocidental    |
| Oberstdorf 1978 (detalhes) | Editha Dotson · Estados Unidos         | Corinna Tanski · Alemanha Ocidental     | Janet Morrissey · Canadá               |
| Oberstdorf 1979 (detalhes) | Lynn Smith · Estados Unidos            | Jackie Farrell · Estados Unidos         | Karin Riediger · Alemanha Ocidental    |
| Oberstdorf 1980 (detalhes) | Vikki de Vries · Estados Unidos        | Alison Southwood · Reino Unido          | Elizabeth Manley · Canadá              |
| Oberstdorf 1981 (detalhes) | Cornelia Tesch · Alemanha Ocidental    | Kristy Hogan · Estados Unidos           | Stephanie Anderson · Estados Unidos    |
| Oberstdorf 1982 (detalhes) | Manuela Ruben · Alemanha Ocidental     | Kelley Webster · Estados Unidos         | Natalia Ovchinnikova · União Soviética |
| Oberstdorf 1983 (detalhes) | Stacy McMullin · Estados Unidos        | Barbara Butler · Canadá                 | Karin Telser · Itália                  |
| Oberstdorf 1984 (detalhes) | Debi Thomas · Estados Unidos           | Juri Ozawa · Japão                      | Sara MacInnes · Estados Unidos         |
| Oberstdorf 1985 (detalhes) | Cornelia Tesch · Alemanha Ocidental    | Tracey Damigella · Estados Unidos       | Joanne Conway · Reino Unido            |
| Oberstdorf 1986 (detalhes) | Holly Cook · Estados Unidos            | Cornelia Renner · Alemanha Ocidental    | Claudia Villiger · Suíça               |
| Oberstdorf 1987 (detalhes) | Shannon Allison · Canadá               | Carola Wolff · Alemanha Ocidental       | Lindsay Fedosoff · Canadá              |
| Oberstdorf 1988 (detalhes) | Tonia Kwiatkowski · Estados Unidos     | Josée Chouinard · Canadá                | Patricia Neske · Alemanha Ocidental    |
| Oberstdorf 1989 (detalhes) | Kyoko Ina · Estados Unidos             | Surya Bonaly · França                   | Junko Yaginuma · Japão                 |
| Oberstdorf 1990 (detalhes) | Surya Bonaly · França                  | Marina Kielmann · Alemanha Ocidental    | Maria Butyrskaya · União Soviética     |
| Oberstdorf 1991 (detalhes) | Kumiko Koiwai · Japão                  | Marina Kielmann · Alemanha Ocidental    | Maria Butyrskaya · União Soviética     |
| Oberstdorf 1992 (detalhes) | Simone Lang · Alemanha                 | Kumiko Koiwai · Japão                   | Angela Derochie · Canadá               |
| Oberstdorf 1993 (detalhes) | Irina Slutskaya · Rússia               | Susan Humphreys · Canadá                | Ludmila Ivanova · Ucrânia              |
| Oberstdorf 1994 (detalhes) | Irina Slutskaya · Rússia               | Shizuka Arakawa · Japão                 | Jennifer Karl · Estados Unidos         |
| Oberstdorf 1995 (detalhes) | Shizuka Arakawa · Japão                | Lenka Kulovaná · República Tcheca       | Elena Ivanova · Rússia                 |
| Oberstdorf 1996 (detalhes) | Eva-Maria Fitze · Alemanha             | Sydne Vogel · Estados Unidos            | Karen Kwan · Estados Unidos            |
| Oberstdorf 1997 (detalhes) | Elena Liashenko · Ucrânia              | Olga Markova · Rússia                   | Nadezhda Kanaeva · Rússia              |
| Oberstdorf 1998 (detalhes) | Brittney McConn · Estados Unidos       | Elena Ivanova · Rússia                  | Veronika Dytrtová · República Tcheca   |
| Oberstdorf 1999 (detalhes) | Elena Liashenko · Ucrânia              | Sanna-Maija Wiksten · Finlândia         | Elina Kettunen · Finlândia             |
| Oberstdorf 2000 (detalhes) | Galina Maniachenko · Ucrânia           | Sarah Meier · Suíça                     | Andrea Gardiner · Estados Unidos       |
| Oberstdorf 2001 (detalhes) | Ludmila Nelidina · Rússia              | Ann Patrice McDonough · Estados Unidos  | Kristina Oblasova · Rússia             |
| Oberstdorf 2002 (detalhes) | Carolina Kostner · Itália              | Alisa Drei · Finlândia                  | Ludmila Nelidina · Rússia              |
| Oberstdorf 2003 (detalhes) | Jennifer Don · Estados Unidos          | Lesley Hawker · Canadá                  | Olga Naidenova · Rússia                |
| Oberstdorf 2004 (detalhes) | Louann Donovan · Estados Unidos        | Alisa Drei · Finlândia                  | Mira Leung · Canadá                    |
| Oberstdorf 2005 (detalhes) | Elena Sokolova · Rússia                | Alisa Drei · Finlândia                  | Beatrisa Liang · Estados Unidos        |
| Oberstdorf 2006 (detalhes) | Beatrisa Liang · Estados Unidos        | Arina Martinova · Rússia                | Katy Taylor · Estados Unidos           |
| Oberstdorf 2007 (detalhes) | Carolina Kostner · Itália              | Megan Williams Stewart · Estados Unidos | Laura Lepistö · Finlândia              |
| Oberstdorf 2008 (detalhes) | Alissa Czisny · Estados Unidos         | Laura Lepistö · Finlândia               | Akiko Suzuki · Japão                   |
| Oberstdorf 2009 (detalhes) | Alissa Czisny · Estados Unidos         | Kiira Korpi · Finlândia                 | Liu Yan · China                        |
| Oberstdorf 2010 (detalhes) | Kiira Korpi · Finlândia                | Viktoria Helgesson · Suécia             | Melissa Bulanhagui · Estados Unidos    |
| Oberstdorf 2011 (detalhes) | Mirai Nagasu · Estados Unidos          | Elene Gedevanishvili · Geórgia          | Joshi Helgesson · Suécia               |
| Oberstdorf 2012 (detalhes) | Kaetlyn Osmond · Canadá                | Adelina Sotnikova · Rússia              | Haruka Imai · Japão                    |
| Oberstdorf 2013 (detalhes) | Elena Radionova · Rússia               | Miki Ando · Japão                       | Ashley Cain · Estados Unidos           |
| Oberstdorf 2014 (detalhes) | Elizaveta Tuktamysheva · Rússia        | Alena Leonova · Rússia                  | Gracie Gold · Estados Unidos           |
| Oberstdorf 2015 (detalhes) | Kaetlyn Osmond · Canadá                | Alena Leonova · Rússia                  | Courtney Hicks · Estados Unidos        |
| Oberstdorf 2016 (detalhes) | Mai Mihara · Japão                     | Elizaveta Tuktamysheva · Rússia         | Gabrielle Daleman · Canadá             |
| Oberstdorf 2017 (detalhes) | Kailani Craine · Austrália             | Matilda Algotsson · Suécia              | Alexia Paganini · Suíça                |
| Oberstdorf 2018 (detalhes) | Alina Zagitova · Rússia                | Mai Mihara · Japão                      | Loena Hendrickx · Bélgica              |

### Duplas
| Evento                     | Ouro                                                     | Prata                                                       | Bronze                                                 |
| Oberstdorf 1969 (detalhes) | Frigge Drzymalla · Michael Weingart · Alemanha Ocidental |                                                             |                                                        |
| Oberstdorf 1970 (detalhes) | Almut Lehmann · Herbert Wiesinger · Alemanha Ocidental   |                                                             |                                                        |
| Oberstdorf 1971            | Não houve competição de duplas                           | Não houve competição de duplas                              | Não houve competição de duplas                         |
| Oberstdorf 1972 (detalhes) | Cozette Cady · Jack Courtney · Estados Unidos            |                                                             |                                                        |
| Oberstdorf 1973 (detalhes) | Tai Babilonia · Randy Gardner · Estados Unidos           | Corinna Halke · Eberhard Rausch · Alemanha Ocidental        | Ursula Nemec · Michael Nemec · Áustria                 |
| Oberstdorf 1974 (detalhes) | Kathy Huntchinson · Jamie McGregor · Canadá              | Candace Jones · Don Fraser · Canadá                         | Ulrike Wrbik · Richard Scharf · Áustria                |
| Oberstdorf 1975 (detalhes) | Cheri Pinner · Dennis Pinner · Canadá                    | Alice Cook · William Fauver · Estados Unidos                | Karen Newton · Glenn Laframboise · Canadá              |
| Oberstdorf 1976 (detalhes) | Susanne Scheibe · Andreas Nischwitz · Alemanha Ocidental | Rafaela Dondoni · Mario Dondoni · Alemanha Ocidental        | Natsuko Hagiwara · Sumio Murata · Japão                |
| Oberstdorf 1977 (detalhes) | Gail Hamula · Frank Sweiding · Estados Unidos            | Sheryl Franks · Michael Botticelli · Estados Unidos         | Susanne Scheibe · Andreas Nischwitz · Alemanha         |
| Oberstdorf 1978 (detalhes) | Barbara Underhill · Paul Martini · Canadá                | Maria di Domenico · Larry Schrier · Estados Unidos          | Tracy Prussack · Scott Prussack · Estados Unidos       |
| Oberstdorf 1979 (detalhes) | Caitlin Carruthers · Peter Carruthers · Estados Unidos   | Zhanna Ilina · Alexander Vlassov · União Soviética          | Becky Gough · Mark Rowsom · Canadá                     |
| Oberstdorf 1980 (detalhes) | Susan Garland · Robert Daw · Reino Unido                 | Mary Jo Fedy · Tim Mills · Canadá                           | Dana Graham · Paul Wylie · Estados Unidos              |
| Oberstdorf 1981 (detalhes) | Elena Valova · Oleg Vasiliev · União Soviética           | Melinda Kunhegyi · Lyndon Johnston · Canadá                 | Nathalie Tortel · Xavier Videau · França               |
| Oberstdorf 1982 (detalhes) | Inna Volianskaya · Valeri Spiridonov · União Soviética   | Katherina Matousek · Lloyd Eisler · Canadá                  | Natalie Seybold · Wayne Seybold · Estados Unidos       |
| Oberstdorf 1983 (detalhes) | Inna Bekker · Sergei Likhanski · União Soviética         | Katy Keely · Gary Kemp · Estados Unidos                     | Laurene Collin · David Howe · Canadá                   |
| Oberstdorf 1984 (detalhes) | Elena Bechke · Valeri Kornienko · União Soviética        | Susan Dungjen · Jason Dungjen · Estados Unidos              | Margo Shoup · Patrick Page · Estados Unidos            |
| Oberstdorf 1985 (detalhes) | Ludmila Koblova · Andrei Kalitin · União Soviética       | Maria Lako · Michael Blicharski · Estados Unidos            | Lisa Cushley · Neil Cushley · Reino Unido              |
| Oberstdorf 1986 (detalhes) | Melanie Gaylor · Lee Barkell · Canadá                    | Ashley Stevenson · Scott Wendland · Estados Unidos          | Lisa Cushley · Neil Cushley · Reino Unido              |
| Oberstdorf 1987 (detalhes) | Michelle Menzies · Kevin Wheeler · Canadá                | Elena Kvitchenko · Rashid Kadyrkaev · União Soviética       | Twana Rose · Colin Epp · Canadá                        |
| Oberstdorf 1988 (detalhes) | Cindy Landry · Lyndon Johnston · Canadá                  | Ekaterina Murugova · Artem Torgashev · União Soviética      | Kenna Bailey · John Denton · Estados Unidos            |
| Oberstdorf 1989 (detalhes) | Elena Leonova · Gennadi Krasnitski · União Soviética     | Evgenia Shishkova · Vadim Naumov · União Soviética          | Radka Kovaříková · René Novotný · República Tcheca     |
| Oberstdorf 1990 (detalhes) | Stacey Ball · Kris Wirtz · Canadá                        | Natalia Krestianinova · Alexei Torchinski · União Soviética | Penny Papaioannou · Raoul LeBlanc · Canadá             |
| Oberstdorf 1991 (detalhes) | Sherry Ball · Kris Wirtz · Canadá                        | Natalia Krestianinova · Alexei Torchinski · União Soviética | Penny Papaioannou · Raoul LeBlanc · Canadá             |
| Oberstdorf 1992 (detalhes) | Svetlana Titkova · Oleg Makhutov · Rússia                | Tiina Muur · Cory Watson · Canadá                           | Jodeyne Higgins · Sean Rice · Canadá                   |
| Oberstdorf 1993 (detalhes) | Caroline Haddad · Jean-Sébastien Fecteau · Canadá        | Elena Berezhnaya · Oleg Shliakhov · Letónia                 | Stephanie Stiegler · Lance Travis · Estados Unidos     |
| Oberstdorf 1994 (detalhes) | Marie-Claude Savard-Gagnon · Luc Bradet · Canadá         | Line Haddad · Sylvain Privé · França                        | Sarah Abitbol · Stéphane Bernadis · França             |
| Oberstdorf 1995 (detalhes) | Shelby Lyons · Brian Wells · Estados Unidos              | Elena Belousovskaya · Andrei Potalov · Ucrânia              | Marina Khalturina · Andrei Krukov · Cazaquistão        |
| Oberstdorf 1996 (detalhes) | Danielle Hartsell · Steve Hartsell · Estados Unidos      | Olga Semkina · Andrei Chuvilyaev · Rússia                   | Samanta Marchant · Chad Hawse · Canadá                 |
| Oberstdorf 1997 (detalhes) | Evgenia Filonenko · Igor Marchenko · Ucrânia             | Elena Belousovskaya · Stanislav Morozov · Ucrânia           | Natalie Vlandis · Jered Guzman · Estados Unidos        |
| Oberstdorf 1998 (detalhes) | Laura Handy · Paul Binnebose · Estados Unidos            | Jacinthe Larivière · Lenny Faustino · Canadá                | Milica Brozovich · Anton Nimenko · Rússia              |
| Oberstdorf 1999 (detalhes) | Aliona Savchenko · Stanislav Morozov · Ucrânia           | Jacinthe Larivière · Lenny Faustino · Canadá                | Yulia Obertas · Dmitri Palamarchuk · Ucrânia           |
| Oberstdorf 2000 (detalhes) | Valérie Marcoux · Bruno Marcotte · Canadá                | Amanda Magarian · Jered Guzman · Estados Unidos             | Stephanie Kalesavich · Aaron Parchem · Estados Unidos  |
| Oberstdorf 2001 (detalhes) | Jacinthe Larivière · Lenny Faustino · Canadá             | Valerie Saurette · Jean-Sébastien Fecteau · Canadá          | Laura Handy · Jonathon Hunt · Estados Unidos           |
| Oberstdorf 2002 (detalhes) | Valérie Marcoux · Craig Buntin · Canadá                  | Yulia Obertas · Alexei Sokolov · Rússia                     | Kathryn Orscher · Garrett Lucash · Estados Unidos      |
| Oberstdorf 2003 (detalhes) | Utako Wakamatsu · Jean Sebastian Fecteau · Canadá        | Pascale Bergeron · Robert Davison · Canadá                  | Laura Handy · Jeremy Allen · Estados Unidos            |
| Oberstdorf 2004 (detalhes) | Marcy Hinzmann · Aaron Parchem · Estados Unidos          | Pascale Bergeron · Robert Davison · Canadá                  | Aliona Savchenko · Robin Szolkowy · Alemanha           |
| Oberstdorf 2005 (detalhes) | Aliona Savchenko · Robin Szolkowy · Alemanha             | Meagan Duhamel · Ryan Arnold · Canadá                       | Marcy Hinzmann · Aaron Parchem · Estados Unidos        |
| Oberstdorf 2006 (detalhes) | Brooke Castile · Benjamin Okolski · Estados Unidos       | Julia Vlassov · Drew Meekins · Estados Unidos               | Angelika Pylkina · Niklas Hogner · Suécia              |
| Oberstdorf 2007 (detalhes) | Aliona Savchenko · Robin Szolkowy · Alemanha             | Meagan Duhamel · Craig Buntin · Canadá                      | Amanda Evora · Mark Ladwig · Estados Unidos            |
| Oberstdorf 2008 (detalhes) | Aliona Savchenko · Robin Szolkowy · Alemanha             | Maria Mukhortova · Maxim Trankov · Rússia                   | Tatiana Volosozhar · Stanislav Morozov · Ucrânia       |
| Oberstdorf 2009 (detalhes) | Aliona Savchenko · Robin Szolkowy · Alemanha             | Tatiana Volosozhar · Stanislav Morozov · Ucrânia            | Anabelle Langlois · Cody Hay · Canadá                  |
| Oberstdorf 2010 (detalhes) | Vera Bazarova · Yuri Larionov · Rússia                   | Stefania Berton · Ondřej Hotárek · Itália                   | Meagan Duhamel · Eric Radford · Canadá                 |
| Oberstdorf 2011 (detalhes) | Tatiana Volosozhar · Maxim Trankov · Rússia              | Vera Bazarova · Yuri Larionov · Rússia                      | Caydee Denney · John Coughlin · Estados Unidos         |
| Oberstdorf 2012 (detalhes) | Tatiana Volosozhar · Maxim Trankov · Rússia              | Caydee Denney · John Coughlin · Estados Unidos              | Vanessa James · Morgan Ciprès · França                 |
| Oberstdorf 2013 (detalhes) | Tatiana Volosozhar · Maxim Trankov · Rússia              | Maylin Wende · Daniel Wende · Alemanha                      | Mari Vartmann · Aaron Van Cleave · Alemanha            |
| Oberstdorf 2014 (detalhes) | Yuko Kavaguti · Alexander Smirnov · Rússia               | Evgenia Tarasova · Vladimir Morozov · Rússia                | Alexa Scimeca · Chris Knierim · Estados Unidos         |
| Oberstdorf 2015 (detalhes) | Tatiana Volosozhar · Maxim Trankov · Rússia              | Alexa Scimeca · Chris Knierim · Estados Unidos              | Vanessa James · Morgan Ciprès · França                 |
| Oberstdorf 2016 (detalhes) | Aliona Savchenko · Bruno Massot · Alemanha               | Lubov Ilyushechkina · Dylan Moscovitch · Canadá             | Mari Vartmann · Ruben Blommaert · Alemanha             |
| Oberstdorf 2017 (detalhes) | Evgenia Tarasova · Vladimir Morozov · Rússia             | Aliona Savchenko · Bruno Massot · Alemanha                  | Ekaterina Alexandrovskaya · Harley Windsor · Austrália |
| Oberstdorf 2018 (detalhes) | Alisa Efimova · Alexander Korovin · Rússia               | Alexa Scimeca Knierim · Chris Knierim · Estados Unidos      | Deanna Stellato · Nathan Bartholomay · Estados Unidos  |

### Dança no gelo
| Evento                     | Ouro                                                       | Prata                                                      | Bronze                                                     |
| Oberstdorf 1970 (detalhes) | Angelika Buck · Erich Buck · Alemanha Ocidental            |                                                            |                                                            |
| Oberstdorf 1971 (detalhes) | Angelika Buck · Erich Buck · Alemanha Ocidental            |                                                            |                                                            |
| Oberstdorf 1972 (detalhes) | Mary-Karen Campell · Johnny Johns · Estados Unidos         |                                                            |                                                            |
| Oberstdorf 1973 (detalhes) | Rosalind Druce · David Barker · Reino Unido                |                                                            |                                                            |
| Oberstdorf 1974 (detalhes) | Judi Genovesi · Kent Weigle · Estados Unidos               | Odette Tolman · Trevor Davies · Reino Unido                | Jennifer Thompson · Derek Tyers · Reino Unido              |
| Oberstdorf 1975 (detalhes) | Lorna Wighton · John Dowding · Canadá                      | Elena Garanina · Igor Zavozin · União Soviética            | Marina Zoueva · Andrei Vitman · União Soviética            |
| Oberstdorf 1976 (detalhes) | Marina Zoueva · Andrei Vitman · União Soviética            | Jayne Torvill · Christopher Dean · Reino Unido             | Carol Long · Philip Stowell · Reino Unido                  |
| Oberstdorf 1977 (detalhes) | Jayne Torvill · Christopher Dean · Reino Unido             | Carol Fox · Richard Dalley · Estados Unidos                | Wendy Sessions · Marc Reed · Reino Unido                   |
| Oberstdorf 1978 (detalhes) | Elena Garanina · Igor Zavozin · União Soviética            | Kim Krohn · Barry Hagan · Estados Unidos                   | Joanne French · John Thomas · Canadá                       |
| Oberstdorf 1979 (detalhes) | Gina Aucoin · Hans-Peter Ponikau · Canadá                  | Carol Long · John Philpot · Reino Unido                    | Tatiana Durasova · Sergei Ponomarenko · União Soviética    |
| Oberstdorf 1980 (detalhes) | Wendy Sessions · Stephen Williams · Reino Unido            | Birgit Goller · Peter Klisch · Alemanha Ocidental          | Susan Marie Dymecki · Anthony Bardin · Estados Unidos      |
| Oberstdorf 1981 (detalhes) | Karen Roughton · Marc Reed · Reino Unido                   | Birgit Goller · Peter Klisch · Alemanha Ocidental          | Janice Kindrachuk · Blake Hobson · Estados Unidos          |
| Oberstdorf 1982 (detalhes) | Marina Klimova · Sergei Ponomarenko · União Soviética      | Isabelle Duchesnay · Paul Duchesnay · Canadá               | Antonia Becherer · Ferdinand Becherer · Alemanha Ocidental |
| Oberstdorf 1983 (detalhes) | Marina Klimova · Sergei Ponomarenko · União Soviética      | Eleanor DeVera · James Yorke · Estados Unidos              | Antonia Becherer · Ferdinand Becherer · Alemanha Ocidental |
| Oberstdorf 1984 (detalhes) | Lois Luciani · Russ Witherby · Estados Unidos              | Irina Zhuk · Oleg Petrov · União Soviética                 | Kristan Lowery · Chip Rossbach · Estados Unidos            |
| Oberstdorf 1985 (detalhes) | Maya Usova · Alexander Zhulin · União Soviética            | Antonia Becherer · Ferdinand Becherer · Alemanha Ocidental | Doriane Bontemps · Charles Paliard · França                |
| Oberstdorf 1986 (detalhes) | Antonia Becherer · Ferdinand Becherer · Alemanha Ocidental | Svetlana Liapina · Gorsha Sur · União Soviética            | Michelle McDonald · Michael Farrington · Canadá            |
| Oberstdorf 1987 (detalhes) | Ilona Melnichenko · Gennadi Kaskov · União Soviética       | Stefania Calegari · Pasquale Camerlengo · Itália           | Dorothi Rodek · Robert Nardozza · Estados Unidos           |
| Oberstdorf 1988 (detalhes) | Ilona Melnichenko · Gennadi Kaskov · União Soviética       | Elizabeth McLean · Ari Lieb · Estados Unidos               | Jacqueline Petr · Mark Janoschak · Canadá                  |
| Oberstdorf 1989 (detalhes) | Isabelle Sarech · Xavier Debernis · França                 | Lisa Grove · Scott Myers · Estados Unidos                  | Dominique Yvon · Frédéric Palluel · França                 |
| Oberstdorf 1990 (detalhes) | Isabelle Labossiere · Mitchell Gould · Canadá              | Lisa Bradby · Alan Towers · Reino Unido                    | Christelle Descolis · Ludovic Deville · França             |
| Oberstdorf 1991 (detalhes) | Irina Lobacheva · Alexei Pospelov · União Soviética        | Lisa Bradby · Alan Towers · Reino Unido                    | Christelle Descolis · Ludovic Deville · França             |
| Oberstdorf 1992 (detalhes) | Shae-Lynn Bourne · Victor Kraatz · Canadá                  | Olga Ganisheva · Maxim Katschanov · Rússia                 | Margarita Drobiazko · Povilas Vanagas · Lituânia           |
| Oberstdorf 1993 (detalhes) | Martine Patenaude · Eric Massé · Canadá                    | Rachel Mayer · Peter Breen · Estados Unidos                | Margarita Drobiazko · Povilas Vanagas · Lituânia           |
| Oberstdorf 1994 (detalhes) | Barbara Piton · Alexandre Piton · França                   | Elena Grushina · Ruslan Goncharov · Ucrânia                | Chantal Lefebvre · Patrice Lauzon · Canadá                 |
| Oberstdorf 1995 (detalhes) | Olga Sharutenko · Dmitri Naumkin · Rússia                  | Ivona Filipowicz · Michal Szumski · Polônia                | Agnes Jacquemard · Alexis Gayet · França                   |
| Oberstdorf 1996 (detalhes) | Ekaterina Svirina · Vladimir Lelukh · Rússia               | Eve Chalom · Mathew Gates · Estados Unidos                 | Isabelle Delobel · Olivier Schoenfelder · França           |
| Oberstdorf 1997 (detalhes) | Olga Sharutenko · Dmitri Naumkin · Rússia                  | Nina Ulanova · Mikhail Stifounin · Rússia                  | Albena Denkova · Maxim Staviski · Bulgária                 |
| Oberstdorf 1998 (detalhes) | Nina Ulanova · Mikhail Stifounin · Rússia                  | Debbie Koegel · Oleg Fediukov · Estados Unidos             | Alia Ouabdelsselam · Benjamin Delmas · França              |
| Oberstdorf 1999 (detalhes) | Jamie Silverstein · Justin Pekarek · Estados Unidos        | Alia Ouabdelsselam · Benjamin Delmas · França              | Stephanie Rauer · Thomas Rauer · Alemanha                  |
| Oberstdorf 2000 (detalhes) | Chantal Lefebvre · Justin Lanning · Canadá                 | Magali Sauri · Michail Stifunin · França                   | Marika Humphreys · Vitali Baranov · Reino Unido            |
| Oberstdorf 2001 (detalhes) | Sylwia Nowak · Sebastian Kolasiński · Polônia              | Federica Faiella · Massimo Scali · Itália                  | Anastasia Belova · Ilia Isaev · Rússia                     |
| Oberstdorf 2002 (detalhes) | Federica Faiella · Massimo Scali · Itália                  | Melissa Gregory · Denis Petukhov · Estados Unidos          | Anastasia Belova · Ilia Isaev · Rússia                     |
| Oberstdorf 2003 (detalhes) | Svetlana Kulikova · Vitali Novikov · Rússia                | Jana Khokhlova · Sergei Novitski · Rússia                  | Christie Moxley · Alexander Kirsanov · Estados Unidos      |
| Oberstdorf 2004 (detalhes) | Lydia Manon · Ryan O'Meara · Estados Unidos                | Martine Patinaude · Pascal Denis · Canadá                  | Phillipa Towler-Green · Phillip Poole · Reino Unido        |
| Oberstdorf 2005 (detalhes) | Tanith Belbin · Benjamin Agosto · Estados Unidos           | Margarita Drobiazko · Povilas Vanagas · Lituânia           | Christina Beier · William Beier · Alemanha                 |
| Oberstdorf 2006 (detalhes) | Sinead Kerr · John Kerr · Reino Unido                      | Morgan Matthews · Maxim Zavozin · Estados Unidos           | Alexandra Zaretski · Roman Zaretski · Israel               |
| Oberstdorf 2007 (detalhes) | Jennifer Wester · Daniil Barantsev · Estados Unidos        | Christina Beier · William Beier · Alemanha                 | Alla Beknazarova · Vladimir Zuev · Ucrânia                 |
| Oberstdorf 2008 (detalhes) | Emily Samuelson · Evan Bates · Estados Unidos              | Alexandra Zaretski · Roman Zaretski · Israel               | Jane Summersett · Todd Gilles · Estados Unidos             |
| Oberstdorf 2009 (detalhes) | Meryl Davis · Charlie White · Estados Unidos               | Alexandra Zaretski · Roman Zaretski · Israel               | Katherine Copely · Deividas Stagniūnas · Lituânia          |
| Oberstdorf 2010 (detalhes) | Nathalie Péchalat · Fabian Bourzat · França                | Anna Cappellini · Luca Lanotte · Itália                    | Ekaterina Riazanova · Ilia Tkachenko · Rússia              |
| Oberstdorf 2011 (detalhes) | Madison Hubbell · Zachary Donohue · Estados Unidos         | Nelli Zhiganshina · Alexander Gazsi · Alemanha             | Kharis Ralph · Asher Hill · Canadá                         |
| Oberstdorf 2012 (detalhes) | Madison Chock · Evan Bates · Estados Unidos                | Julia Zlobina · Alexei Sitnikov · Azerbaijão               | Nelli Zhiganshina · Alexander Gazsi · Alemanha             |
| Oberstdorf 2013 (detalhes) | Madison Hubbell · Zachary Donohue · Estados Unidos         | Ksenia Monko · Kirill Khaliavin · Rússia                   | Alexandra Paul · Mitchell Islam · Canadá                   |
| Oberstdorf 2014 (detalhes) | Kaitlyn Weaver · Andrew Poje · Canadá                      | Madison Chock · Evan Bates · Estados Unidos                | Nelli Zhiganshina · Alexander Gazsi · Alemanha             |
| Oberstdorf 2015 (detalhes) | Madison Chock · Evan Bates · Estados Unidos                | Alexandra Paul · Mitchell Islam · Canadá                   | Anastasia Cannuscio · Colin McManus · Estados Unidos       |
| Oberstdorf 2016 (detalhes) | Anna Cappellini · Luca Lanotte · Itália                    | Madison Chock · Evan Bates · Estados Unidos                | Piper Gilles · Paul Poirier · Canadá                       |
| Oberstdorf 2017 (detalhes) | Penny Coomes · Nicholas Buckland · Reino Unido             | Kana Muramoto · Chris Reed · Japão                         | Kavita Lorenz · Joti Polizoakis · Alemanha                 |
| Oberstdorf 2018 (detalhes) | Piper Gilles · Paul Poirier · Canadá                       | Rachel Parsons · Michael Parsons · Estados Unidos          | Christina Carreira · Anthony Ponomarenko · Estados Unidos  |